# Tasili n'Adžer
Tasili n'Adžer (berberski za "Visoravan rijeka", arapski: طاسيلي ناجر) je široki planinski vijenac u jugoistočnom Alžiru, u blizini granice s Libijom, Nigerom i Malijem (Sahara). Najpoznatiji je po iznimno gustoj koncentraciji prapovijesnih arheoloških lokaliteta na kojima je do 1993. godine pronađeno oko 1500 prapovijesnih slikarija i petroglifa, ostaci naselja sa zidinama u kojima su pronađeni mnogi kameni i keramički predmeti. Zbog toga je upisan na UNESCO-ov popis mjesta svjetske baštine u Africi 1982. godine.
Nacionalni park Tasili n'Adžer je osnovan 1972. godine i ima površinu od 72.000 km, što ga čini jednim od najvećih na svijetu (npr. dva puta veličine Švicarske). Njegove jedinstvene stijene, koje se uzdižu iznad sahare do 600 metara, imaju veliku geološku važnost. Visoravan se sastoji od vapnenačkih stijena koncentriranih oko granitne stijene nastale u prekambriju. Mlijunima godina je izmjenjivanje vlažne i suhe klime oblikovalo njezine stijene na više načina. Klanci na sjevernom kraju visoravni su usjekle drevne rijeke koje su tekle prema nestalim jezerima. Gdje su nekada bila jezera vjetar je oblikovao dine u pješčana mora, a vapnenačke stijene u tzv. "kamenu šumu" prirodnih lukova. 
Tasili n'Adžer pripada ekološkom području zapadnosaharskog planinskog područja koje je iznimno šturo s vegetacijom, ali bogatije od okolnog pustinjskog krajolika. Od biljaka ovdje se mogu naći saharski čempres i mirta, koje su endemske vrste. 
Prapovijesna umjetnost Tasili n'Adžera svjedoči kako je ovo područje nekada imalo mnogo umjereniju i vlažniju klimu i bilo prekriveno savanom. Naime, na slikama su prikazana krda goveda, te velike živptinje poput krokodila, žirafa i slonova, ali i ljudske djelatnosti poput lova i plesa. Ove slike imaju jasnu poveznicu s umjetnošću naroda San koji su djelovali oko 1200. pr. Kr. u špiljama južne Afrike. 
- Infracrvena satelitska snimka stijena Tasili n'Adžera
- Klanac u visoravni stijena
- Stijene Tassilija
- Tjeranje stoke
- Uspavana antilopa
- Žirafe i slonovi

## Poveznice
Slični lokaliteti u Africi:
- Tsodilo (Bocvana)
- Kondoa (Tanzanija)
- Tadrart Akakus (Alžir)
- Ténéré (Niger)

## Vanjske poveznice
- Video na Youtube
- Prirodni lukovi Tassili n'Ajjera (engl.)
- Tassili n'Ajjer - fjexpeditions.com (engl.) Posjećeno 20. svibnja 2011.